# 漢斯·亞當二世
汉斯·亚当二世親王殿下（Hans-Adam II，全名Johannes "Hans" Adam Ferdinand Aloys Josef Maria Marko d'Aviano Pius；官方名称Hans Adam II von and zu Liechtenstein，头衔為HSH The Prince of Liechtenstein，头衔全稱Fürst von und zu Liechtenstein, Duke von Troppau und Jägerndorf, Count zu Rietberg，1945年2月14日—），列支敦斯登現任親王，為法蘭茲·約瑟夫二世與維爾澤克的喬治亞娜之长子。

## 出生
汉斯·亚当二世出生于瑞士苏黎世，為法蘭茲·約瑟夫二世與維爾澤克的喬治亞娜之长子。少年时立为王储，为王室的财产管理人。1984年8月開始替其父法蘭茲·约瑟夫二世監國。1989年11月13日法蘭茲·约瑟夫二世逝世，同日，他宣布即位，尊號为汉斯-亚当二世。若不計教宗在內，他是歐洲僅有具實權的君主，更是歐洲最富有的君主。2003年舉行了一場修憲公投，決定是否擴大他的權力。他威脅若結果不合他意，將搬離列支敦斯登，回到奥地利居住。結果他成功擴權。2012年有關是否削減親王權力的公投亦遭大比數否決。

## 子嗣
汉斯·亚当二世(22歲)與親王妃玛丽·金斯基王妃(27歲)（Marie Aglaë, Countess Kinsky von Wchinitz und Tettau）于1967年7月30日结为夫妇，共育有1女3子：
- 阿洛伊斯王储 ，1968年6月11日出生于苏黎世，2004年時因汉斯·亚当二世打算退位而成為攝政；妻子為巴伐利亚的索菲王储妃（1967年10月28日出生于慕尼黑），兩人于1993年7月3日在瓦都茲（Vaduz）结婚。
- 列支敦斯登的馬克西米利安（Maximilian Nikolaus Maria），1969年5月16日出生于瑞士圣加仑，妻子為Princess Angela of Liechtenstein（1958年2月3日出生于巴拿马博卡斯德尔托罗），兩人于2000年1月结婚。
- 列支敦斯登的康斯坦丁（Constantin Ferdinand Maria），1972年3月15日出生于瑞士圣加仑，妻子為Marie Gabriele Franciska Countess Kálnoky de Köröspatak（1975年7月16日出生于奥地利格拉茨），兩人於1999年7月结婚。已于2023年12月5日逝世。
- 列支敦斯登的塔緹亞娜（Tatjana Nora Maria），1973年4月10日出生于圣加仑，丈夫為菲利普·冯·拉托尔夫（Philipp von Lattorf，1968年3月25日出生于格拉茨），兩人於1999年6月5日结婚。